# Gare de Dommartin - Remiencourt
Gare de Dommartin - Remiencourt vasútállomás Franciaországban, Dommartin településen.

## Vasútvonalak
Az állomást az alábbi vasútvonalak érintik:
- Párizs-Lille-vasútvonal

## Kapcsolódó állomások
A vasútállomáshoz az alábbi állomások vannak a legközelebb:
- Gare d’Ailly-sur-Noye
- Gare de Boves